# Plesiopterys wildi
Plesiopterys wildi è un rettile marino estinto, appartenente ai plesiosauri. Visse nel Giurassico inferiore (Toarciano, circa 180 milioni di anni fa) e i suoi resti fossili sono stati ritrovati in Germania.

## Descrizione
Questo animale è noto per uno scheletro completo lungo circa 2,2 metri; era quindi un plesiosauro di piccole dimensioni. Il cranio era molto piccolo e, per quanto riguarda le proporzioni rispetto al collo, anticipava i plesiosauri successivi come Muraenosaurus. Il cranio era unico tra i plesiosauri, poiché possedeva solchi per l'arteria carotidea interna sulla superficie dorsale dell'osso pterigoide. La mandibola possedeva una sinfisi corta e una sorta di carena ventrale. Il collo era molto lungo, soprattutto se considerato in rapporto a quello di altri plesiosauri del Giurassico inferiore: Plesiopterys possedeva 39 vertebre cervicali, mentre Plesiosaurus ne aveva 37 e Thalassiodracon solo 31. Sembra che il collo di Plesiosaurus, però, fosse più lungo di quello di Plesiopterys a causa della maggior lunghezza delle singole vertebre. Le zampe trasformate in strutture simili a pagaie erano piuttosto primitive e le singole ossa erano ancora piuttosto simili a quelle degli antenati pistosauri: ad esempio, il radio era accorciato ma ancora riconoscibile come osso lungo e l'ulna aveva una forma incurvata.

## Classificazione
I fossili di questo animale sono stati rinvenuti nel famoso giacimento di Holzmaden in Germania, risalente alla fine del Giurassico inferiore (Toarciano). L'unico scheletro noto di Plesiopterys wildi è stato scoperto e preparato nel XIX secolo, ma ha ricevuto una descrizione formale adeguata soltanto nel 2004, quando F. R. O'Keefe lo ha attribuito a un nuovo genere e a una nuova specie. 

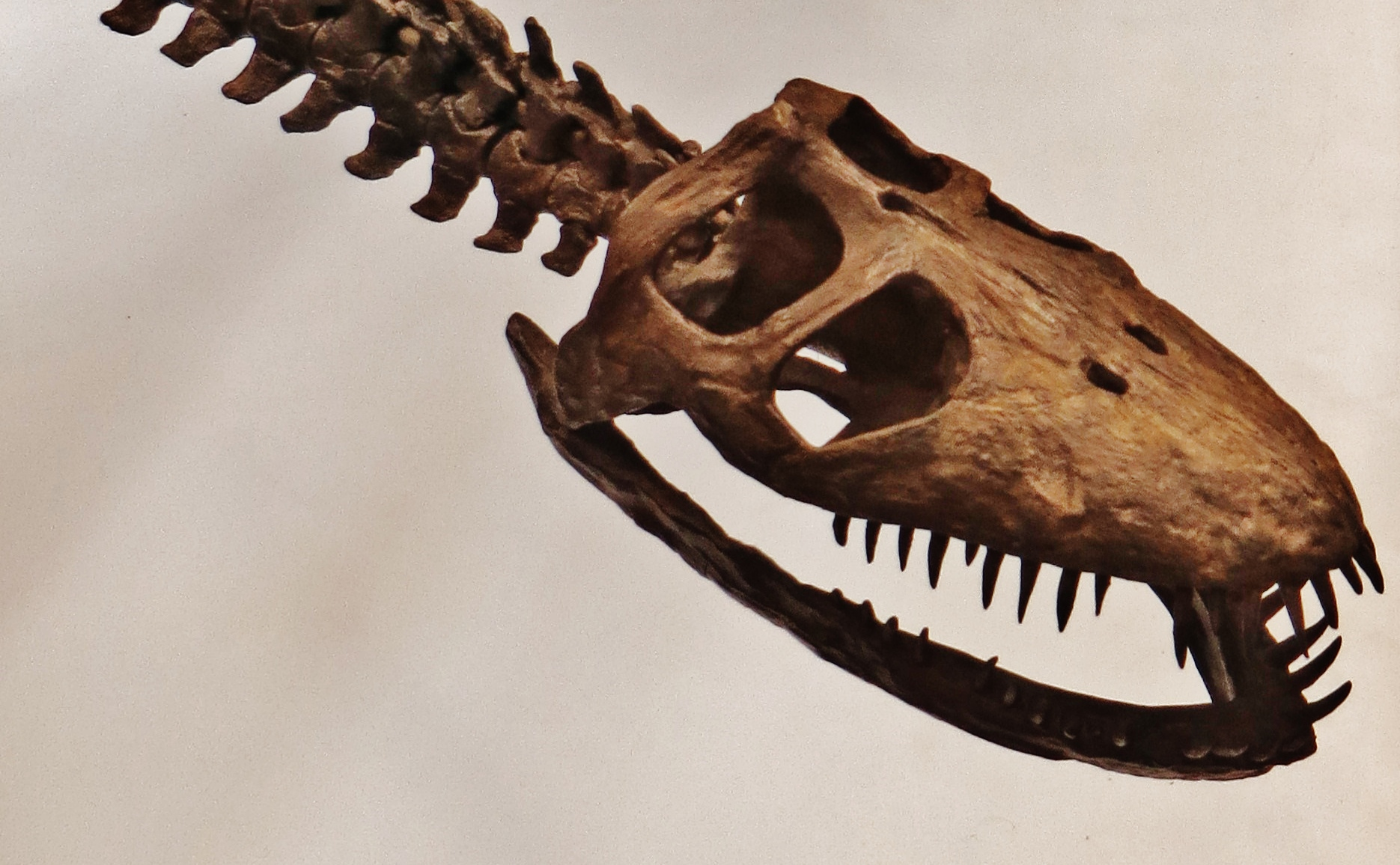
Cranio di Plesiopterys wildi

Secondo lo studio, Plesiopterys rappresenterebbe il più primitivo di tutti i plesiosauri a collo lungo, e sarebbe addirittura esterno al clade dei Plesiosauroidea a causa di alcune caratteristiche primitive degli arti, dei cinti e delle vertebre. Uno studio successivo (Grossmann, 2007) ha invece attribuito l'esemplare a una forma giovanile del plesiosauro Seeleyosaurus, noto nello stesso giacimento. Ulteriori classificazioni (Benson et al., 2012; Benson e Druckenmiller, 2013) hanno invece considerato valido il genere Plesiopterys, ponendolo tuttavia in una posizione più derivata: secondo questi studi, Plesiopterys sarebbe il sister group di un clade noto come Cryptoclidia, comprendente i plesiosauri più evoluti (Cryptoclididae, Leptocleididae, Polycotylidae ed Elasmosauridae).

## Significato del nome
Il nome generico Plesiopterys deriva dal greco e si riferisce sia alle grandi pinne simili ad ali (pterys) sia all'osso pterigoide, una caratteristica importante di questo animale. L'epiteto specifico, wildi, è in onore di Rupert Wild, un paleontologo che ha studiato a fondo i rettili del Giurassico tedesco.